# Пинанг (остров)
Пинанг (часто — Пенанг, малайск. Pulau Pinang) — остров в Малаккском проливе на северо-западе Малайзии.
Площадь — 290 км², это четвёртый по величине остров страны, не считая Калимантана, на котором Малайзия занимает лишь часть. Высшая точка — гора Пинанг (738 м).
Административно входит в одноимённый штат вместе с прибрежной территорией Себеранг-Перай и несколькими мелкими островками. С Малайским полуостровом Пинанг соединён мостом, который изображён на гербе штата. В 2014-м году открыто движение по новому, Второму Пинангскому мосту. Кроме этого, между материком и островом ходят 6 паромов. С 1923 года действует фуникулёр (1998 метров), 8 станций; 5 минут в пути. В 2010 году вагоны значительно переделаны. В 2015 году перевезено 1 млн. 350 тыс. человек.
Население, по оценкам 2010 года, превышает 700 тыс. жителей. Крупнейший город, Джорджтаун, является столицей штата. Среди верующих преобладают мусульмане, однако, широко распространены и другие религии: буддизм, индуизм и христианство. Среди национальностей больше всего китайцев и малайцев. Пинанг густо населён, однако, в северной части сохранился тропический лес; здесь в 2003 году был создан национальный парк. Климат — влажный экваториальный, с температурой воздуха (+27…+32) и воды (+25…+30) в течение всего года, наиболее влажные сезоны — с апреля по май и с октября по ноябрь.
Исторически остров принадлежал султанату Кедах, но с 11 августа 1786 года Британская Ост-Индская компания заняла Пинанг, переименовав его в честь Принца Уэльского. Оригинальное же название острову дала пальма арека-катеху. С 1805 года Пинанг стал управляться из Бенгалии, а в 1826 году вошёл в колонию Стрейтс-Сетлментс. В 1946 году остров стал частью Малайского Союза, в 1948 году был образован штат Малайской Федерации, получившей независимость в 1957 году. В 2011 году город Джорджтаун (с Малаккой) стал частью объекта Всемирного наследия ЮНЕСКО.